# Mohamed Habib Hila
Pour les articles homonymes, voir Hila.
Mohamed Habib Hila (arabe : محمد الحبيب الهيلة), né le 24 décembre 1931 à Tunis et mort le 7 mars 2019 à Paris, est un historien, philologue et islamologue tunisien.

## Biographie
Après des études secondaires à l'Institut des sciences religieuses et lettres arabes, Mohamed Habib Hila rejoint la Sorbonne où il soutient une thèse de doctorat consacré à l'histoire andalouse (1967) puis un doctorat d'État (1976) sous le titre L'ascèse et son influence sur la société ifriqiyenne, de la conquête musulmane jusqu'à la fin des Aghlabides,.
Professeur à l'université Zitouna, il rejoint dès le milieu des années 1980 la section des hautes études d'histoire et de civilisation de l'université Oumm al-Qura de La Mecque, où il s'intéresse à l'histoire de la ville sainte qu'il enseigne tout en dirigeant un grand nombre de mémoires universitaires consacrés à ce sujet.
Professeur invité à l'université de Médine, il est également invité comme conférencier à divers congrès et colloques internationaux.
Il s'occupe aussi d'étudier et de faire paraître une édition critique des Réponses (fatwas) d'Abou al-Qacim Adhoum, savant ifriqiyien originaire de Kairouan.

## Principales publications
- (ar) Siyasat as-sibyan wa tadrihum (édition et étude critique de l'ouvrage d'Ibn Al Jazzar), éd. Société tunisienne de diffusion, Tunis, 1969
- (ar) Al-Hulal as-sundusiyya fi-al-akhbar at-Tunisiyya (édition et étude critique de l'ouvrage d'Al Wazir Al Sarraj), éd. Maison tunisienne de diffusion, Tunis, 1970
- (ar) Barnamag Al-Wādī Ās̲h̲ī (édition et étude critique de l'ouvrage d'Al-Wadi Ashi), éd. Université Oumm al-Qura, La Mecque, 1980
- (ar) Al Mu'gam al-Kabir (édition et étude critique de l'ouvrage d'Al-Dhahabi), éd. Dar as-Siddiq, Taëf, 1988
- (en) Handlist of manuscripts in the library of Makkah al-Mukarramah: section Coran et sciences coraniques, éd. Al-Furqan, Londres, 1994
- (en) History and historians in Makkah (3rd-13th centuries A. H.), éd. Al-Furqan, Londres, 1994
- (ar) A'sna almtalb fi slah ala'rham wala'karb (édition et étude critique de l'ouvrage d'Ibn Hajar al-Haytami), éd. Fondation Temimi pour la recherche scientifique et l'information, Zaghouan, 1997
- (ar) Fatawa al-Burzuli (édition et étude critique de l'ouvrage d'Abu al-Qacim al-Burzuli), éd. Dar al-Gharb al-Islami, Beyrouth, 2002
- (ar) Al Agwiba (édition et étude critique de l'ouvrage d'Abou al-Qacim Adhoum), éd. Beït El Hikma, Carthage, 2009
- (ar) Le mufti Abou al-Qacim Adhoum et son époque, éd. Beït El Hikma, Carthage, 2009
- (ar) L'histoire et les historiens à Médine (2e-14e siècles A. H.), éd. Centre de recherches et d'études de Médine, Médine, 2015[7]